# Améxica
Améxica es un término popularizado por un reportaje de la revista Time, en su edición de junio de 2001, que hace referencia a aquella región en la frontera entre Estados Unidos y México.  Este término fue acuñado debido a las relaciones mexicano-estadounidenses de los años noventa y que hacia hincapié en sus aspectos de bonanza y apogeo económico entre los dos países en esta región.  No obstante,  tras el ataque a las Torres Gemelas en Estados Unidos y la violencia por los carteles de la droga en México, posterior al año 2001 cada país tuvo un viraje hacia adentro enfocándose en sus problemas internos.  Esto propició un relativo abandono en las relaciones y de los buenos proyectos entre los dos países vecinos y el nombre terminó asociándose más a la violencia en la región y la guerra con los carteles del narcotráfico. Así pues, durante el año 2012 el autor Ed Vulliamy publicó el libro «Améxica, Guerra en la frontera».